# Língua porohanon
Porohanon é uma língua regional biaiana falada por cerca de 23 mil pessoas nas Ilhas Camotes na província de Cebu nas Filipinas. Seus parentes mais próximos são as línguas hiligainon, capiznon e masbatenho, sendo pouco mutuamente inteligível com o cebuano embora compartilhe 87% de seu vocabulário com essa língua. Também mantém muitos recursos mais antigos que cebuano perdeu, como o uso do marcador genitivo antes do segundo membro de um marcador de forma composta e um locativo.

## Escrita
O alfabeto latino usado pela língua não apresenta as vogais E e O. As demais (A, I, U) podem também ser duplas (longas).
Não se usam as consoantes C, F, J, Q, V, X. Usa-se a forma Ng.

## Fonologia
|                          | Bilabial | Alveolar | Palatal | Velar | Labiovelar | Glotal |
| ------------------------ | -------- | -------- | ------- | ----- | ---------- | ------ |
| Oclusiva                 | p b      | t d      |         | k g   |            | ʔ      |
| Nasal                    | m        | n        |         | ŋ     |            |        |
| Fricativa                |          | z        |         |       |            | h      |
| Aproximante ou Semivogal |          |          | j       |       | w          |        |
| Vibrante                 |          | r        |         |       |            |        |
| Lateral                  |          | l        |         |       |            |        |

Porohanon tem três vogais: /i/, /a/ e /u/. Elas são contrastadas por extensão.